# Молчанов, Евгений Фёдорович
Евгений Фёдорович Молчанов (24 февраля 1934 года — 6 декабря 2023, пгт Никита) — советский учёный-агропочвовед; кандидат биологических наук, доктор сельскохозяйственных наук, академик Крымской академии наук; директор Никитского ботанического сада в 1979—1988 годах.
Автор более 200 научных работ, в том числе нескольких монографий.

## Биография
Родился 24 февраля 1934 в деревне Раменское Кильмезского района Кировской области (ныне не существует).
В 1959 году окончил Кировский сельскохозяйственный институт (ныне Вятская государственная сельскохозяйственная академия) по специальности ученый агроном. По окончании вуза работал агрономом и главным агрономом Кильмезского района Кировской области и затем почвоведом Крымской почвенной партии экспедиции Украинского НИИ почвоведения имени Соколовского в Харькове (ныне Национальный научный центр «Институт почвоведения и агрохимии имени А. Н. Соколовского»).
В 1961 году поступил в аспирантуру Никитского ботанического сада, по окончании которой проработал в Никитском саду до 2000 года: сначала в должности младшего, затем старшего научного сотрудника отдела почвенно-климатических исследований; с 1968 года — в должности ученого секретаря, с 1971 года был заместителем директора Никитского сада по науке; с 1979 по 1998 год являлся директором Никитского ботанического сада. Одновременно в 1974—2000 годах возглавлял отдел охраны природы в заповеднике «Мыс Мартьян».
В 1965 году Е. Ф. Молчанов защитил кандидатскую диссертацию на тему «Карбонатные почвы Крымского предгорья и сравнительная устойчивость плодовых пород к карбонату кальция», в 1986 году — докторскую диссертацию на тему «Биолого-экологические основы плодоводства на карбонатных почвах (на примере Крыма)».

## Награды
Награждён медалью «За доблестный труд. В ознаменование 100-летия со дня рождения В. И. Ленина», Грамотой Президиума Верховного Совета Украинской ССР, Грамотой Министерства Сельского хозяйства СССР, Грамотой ВАСХНИЛ, четырьмя медалями ВДНХ СССР.